# Џон Доу
Име Џон Доу (енгл. John Doe) се у САД уобичајено користи као назив за мушку странку у судском спору, чији прави идентитет је непознат. Мушки лешеви које је немогуће идентификовати се такође називају овим именом. Непозната женска особа назива се Џејн Доу док се беба чији идентитет није познат назива беба Доу. Други чланови исте породице могу се називати Џејмс Доу, Џуди Доу и сл. Ово име се најчешће, мада не и увек, користи за анонимне или непознате брањенике. Друга имена која се такође користе за непознате странке у судском поступку су Ричард Роу за мушкарце и Џејн Роу за жене (као што је то учињено у одлуци Врховног суда САД у случају Роу против Вејда). Оксфордски речник енглеског језика тврди да је име Џон Доу „име којим се означава фиктивни закупац или тужилац у (сада већ застарелом) случају евикције, у којем је фиткивни брањеник био назван Ричард Роу“. 
Поред званичне правне примене, име Џон Доу се најчешће користи да би се њиме именовало непознато лице. Најбољи пример за овакву употребу имена је филм Френка Капре „Упознајте Џон Доа“.
Обичај употребе имена Џон Доу датира још из времена владавине енглеског краља Едварда III, а настао је током правничке дебате око нечега што је тада називано Акт о избацивању.  Дебатом су били обухваћени хипотетички власник земље, који је назван „Џон Доу“, а који је изнајмио своју земљу другом лицу, такође фиктивном закупцу „Ричарду Роу“, који је ову земљу присвојио и избацио са ње јадног Џон Доа.
Ова имена – Џон Доу и Ричар Роу – немају некакво посебно значење, осим што Доу (на енг. Doe значи женка јелена), а Роу (на енг. Roe значи врста малог јелена распрострањеног на европском континенту) представљају обичне именице које су се у то време користиле. Међутим, наведена правничка дебата постала је кључна тачка у правној теорији, од које се име Џон Доу активно користи у правној пракси и општем говору за означавање непознате особе. Џон Доу и Ричард Роу се данас званично користе у правној процедури САД као прво и друго име које се даје брањеницима у судском поступку (уколико је потребно, следећа имена која се користе су Џон Стајлс и Ричард Мајлс). Име Џејн Доу, логични женски еквивалент, користи се у многим јурисдикцијама, али уколико се ради о случају пред федералним судом онда се за непознату брањеницу увек користи израз Мери Мејџор. 
У кривичном законодавству Србије се користи као пандан имену Џон Доу иницијали НН (ен ен лице). У Словенији то лице се означава као Јанез Новак, Македонији Петар Петровски, Аустрији Ханс Мајер, Бугарској Иван Иванов, Аргентини Хуан Перез и тако даље. Само порекло значења иницијала НН није познато. Претпоставља се да је узето од латинског nomen nescio (у значењу коме се не зна име).